# Josh Kiszka
Joshua Michael Kiszka (Frankenmuth, Michigan; 23 de abril de 1996) es un músico, compositor, productor y cantante, conocido mayormente por ser uno de los fundadores y vocalista de la banda Greta Van Fleet.
Hermano de Jake y Sam (que también son integrantes de la banda, guitarrista y bajista respectivamente). Su estilo vocal ha sido comparado con el de Robert Plant de Led Zeppelin, así como la banda en su conjunto, donde demuestra no solo una similitud vocal muy acentuada, sino también una similitud visual, teniendo un estilo de vestimenta y una puesta en escena similar a la de Plant. 
Al respecto, Jake, comentó: "Es algo primitivo e instintivo que las personas tomen una cosa y creen paralelos para identificarse mejor con algo que inicialmente no entienden", dijo el guitarrista de Greta Van Fleet, a la revista Rolling Stone."
La comparativa ha generado muchos comentarios tanto positivos como negativos. Quizás la polémica la inició el propio Robert Plant al comentar: "Hay una banda en Detroit, que se llama Greta Van Fleet y son Led Zeppelin I. Tienen un cantante pequeño y guapo al que odio. (risas)".